# Wadim Rifel
Wadim Wladimirowitsch Rifel (russisch Вадим Владимирович Рифель; * 19. Februar 1979 in Ust-Kamenogorsk, Kasachische SSR) ist ein ehemaliger kasachischer Eishockeyspieler, der zuletzt bis 2015 für Torpedo Ust-Kamenogorsk in der russischen Wysschaja Hockey-Liga spielte.

## Karriere
Rifel spielte von den Junioren an bis 2004 beim kasachischen Spitzenklub Torpedo Ust-Kamenogorsk. Im Jahr 1999 schaffte er den Sprung in die erste Seniorenmannschaft des Teams, die in der zweitklassigen Wysschaja Liga spielte. Mit dieser gewann er zwischen 2000 und 2004 fünfmal den Titel des Kasachischen Meisters sowie zwischen 2002 und 2004 zusätzlich dreimal den nationalen Pokal. 2004 war er Topscorer der kasachischen Liga.
Im Sommer 2004 wechselte der kasachische Stürmer nach Deutschland, wo er für die Wölfe Freiburg in der 2. Eishockey-Bundesliga auflief. Nach zwei Jahren dort kehrte er in seine Heimat zurück. Dort heuerte er bei seinem Stammklub an, mit dem er 2007 erneut den nationalen Meistertitel und Pokal gewann. Persönlich wurde er in jenem Jahr für die meisten Assists der Liga ausgezeichnet.

### International
Rifel spielte bei der U18-Asien-Ozeanien-Meisterschaft 1997 für Kasachstan und belegte dort den zweiten Platz hinter Japan. Anschließend nahm er mit der kasachischen U20-Auswahl an den U20-Junioren-Weltmeisterschaften 1998 und 1999 teil. Im Seniorenbereich kam er bei den Weltmeisterschaften der Division I 2001, 2007 und 2008 sowie bei den Weltmeisterschaften 2004 und 2006 zu Einsätzen. Außerdem nahm er im Jahr 2009 an den Qualifikationsturnieren für die Olympischen Winterspiele 2010 in Vancouver teil und war Teil des Kaders bei den Winter-Asienspielen 2007.

## Erfolge und Auszeichnungen
| - 2000 Kasachischer Meister mit Kaszink-Torpedo Ust-Kamenogorsk - 2001 Kasachischer Meister mit Kaszink-Torpedo Ust-Kamenogorsk - 2002 Kasachischer Meister mit Kaszink-Torpedo Ust-Kamenogorsk - 2002 Kasachischer Pokalsieger mit Kaszink-Torpedo Ust-Kamenogorsk - 2003 Kasachischer Meister mit Kaszink-Torpedo Ust-Kamenogorsk - 2003 Kasachischer Pokalsieger mit Kaszink-Torpedo Ust-Kamenogorsk | - 2004 Kasachischer Meister mit Kaszink-Torpedo Ust-Kamenogorsk - 2004 Kasachischer Pokalsieger mit Kaszink-Torpedo Ust-Kamenogorsk - 2004 Topscorer der Kasachischen Eishockeyliga - 2007 Kasachischer Meister mit Kaszink-Torpedo Ust-Kamenogorsk - 2007 Kasachischer Pokalsieger mit Kaszink-Torpedo Ust-Kamenogorsk - 2007 Bester Vorbereiter der Kasachischen Eishockeyliga |

### International
- 1997 Silbermedaille bei der U18-Asien-Ozeanien-Meisterschaft
- 2007 Silbermedaille bei den Winter-Asienspielen